# Art persan

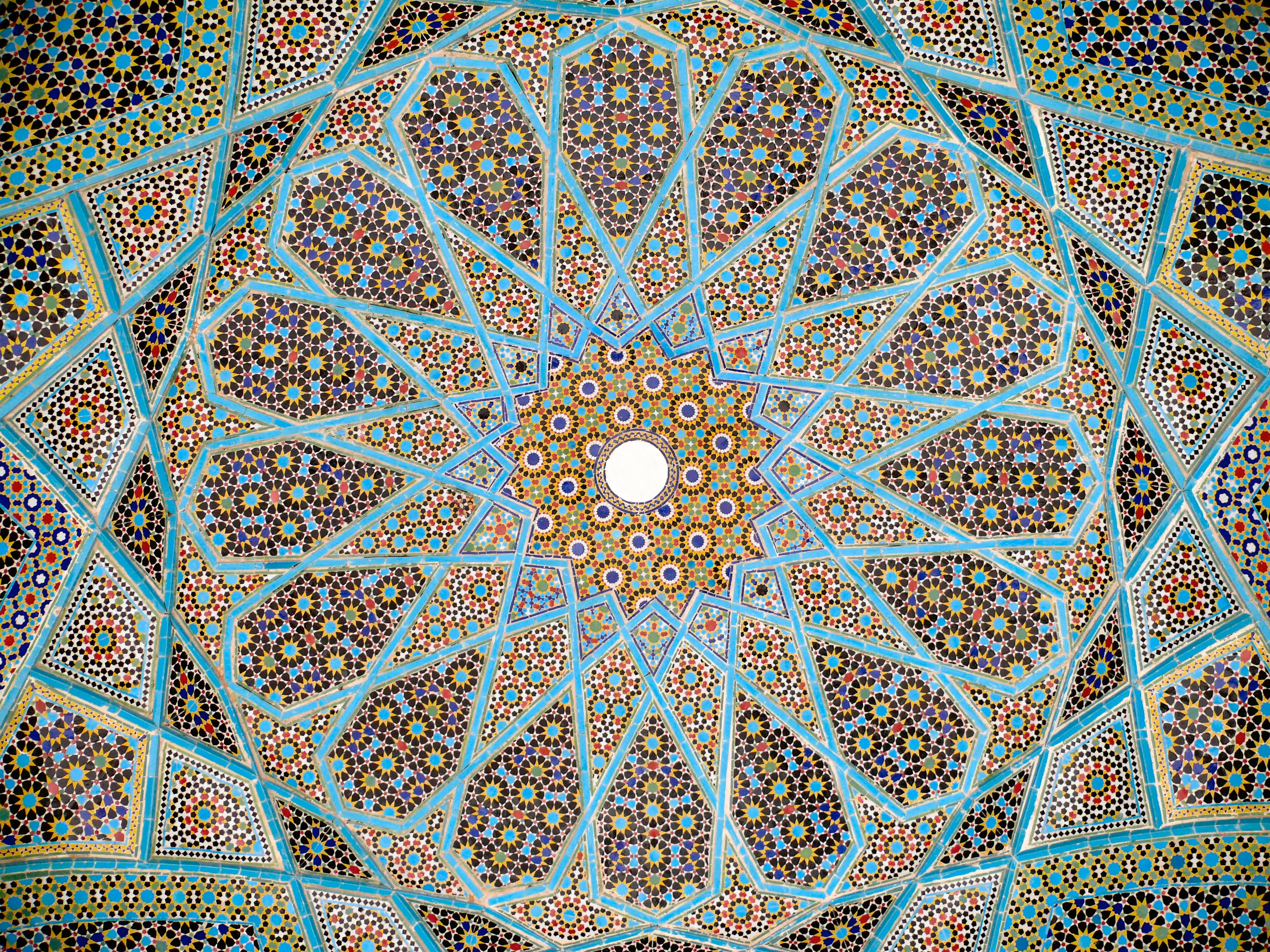
Plafond du mausolée du poète persan Hafez à Chiraz, dans la province de Fars, en Iran.

L'Art persan connut son apogée en même temps que l'Empire perse lui-même. Il eut des influences orientales et occidentales, et évolua en de multiples formes.

## Contexte
La Perse, haut plateau bordé de montagnes à l'est de la Mésopotamie, a emprunté son nom aux hommes qui occupèrent Babylone en 539 av. J.-C.
Aujourd'hui le pays s'appelle l'Iran, ce qui est un nom plus approprié, puisque les Persans, qui mirent en fait la région sur la carte du monde, furent les derniers à arriver sur la scène de l'histoire, quelques siècles seulement avant qu'ils ne commencent leurs mémorables conquêtes.
Sans cesse habité depuis la préhistoire, l'Iran a toujours été une voie pour les tribus nomades allant des steppes asiatiques vers le nord, comme l'Inde vers l'est.
Les nouveaux arrivants s'installaient, dominant la population locale ou fusionnant avec elle, jusqu'à ce qu'une nouvelle vague de nomades les forces à se déplacer vers la Mésopotamie, l'Asie Mineure et la Russie du sud.
Les connaissances historiques sur cette zone de migration sont vagues et incertaines : les tribus nomades ne laissent pas de monuments ou de documents écrits ; ce n'est que par une étude attentive des objets funéraires que nous pouvons retracer leur cheminement.

## Art persan
Des objets de bois, d'os ou de métal, représentant un art particulier, utilitaire, propre aux nomades ont été trouvés :
des armes, des brides de chevaux, des boucles, des fibules et autres ornements, coupes, gobelets, bols, etc. que l'on a trouvés de la Sibérie à l'Europe centrale, de l'Iran à la Scandinavie.
Ils ont une décoration centrale en forme de cabochons ainsi qu'un répertoire de formes appelé le « style animalier » dont l'une des sources est l'Iran.
Sa principale caractéristique, comme son nom l'indique est l'emploi décoratif de motifs animaliers sous une forme imaginative et abstraite. Les plus anciens se trouvent sur les poteries préhistoriques peintes de l'Iran occidental.
À son apogée, sous Darius et Xerxès (523 - 465 av. J.-C.), l'empire persan était beaucoup plus grand que l'Égypte et l'Assyrie anciennes réunies ; il dura deux siècles - gouverné par des souverains compétents et humanitaires - et fut écrasé par Alexandre le Grand en -331 av. J.-C.
Au cours d'une seule génération, les Persans ont assimilé non seulement la complexité de l'administration impériale mais ils ont aussi constitué, pour exprimer la grandeur de leur règne, un art monumental d'une originalité remarquable.
Malgré leur génie d'adaptation, les Persans ont gardé leurs propres croyances religieuses dérivées des prophéties de Zoroastre ; leur foi était basée sur le dualisme du Bien et du Mal, incarné par Ahura Mazda (lumière) et Ahriman (obscurité). Le culte de Ahouramazda se célébrait sur des autels en feu au grand air ; de ce fait les Persans n'eurent pas d'architecture religieuse.
Leurs palais, par contre, étaient des édifices immenses et impressionnants. On peut y voir dans ces palais un art influencé par la tradition assyrienne par les hauts reliefs d'animaux ; mais aussi par les Égyptiens et les Grecs traduit par les masses impressionnantes des colonnes, les détails ornementaux des bases et des chapiteaux. Il y a aussi des sculptures qui rappellent le style dur et moins raffiné de la tradition mésopotamienne.
L'art persan est alors sous les Achéménides, une synthèse de nombreux éléments divers. Il lui manquait cependant une possibilité de développement ; le style défini sous Darius 1er en l'an -500 n'a presque pas évolué jusqu'à la chute de l'empire.
La principale raison de cette faiblesse fut,semble-t-il, la préoccupation des Persans pour les effets décoratifs sans considération des dimensions : sorte de transfert de leur passé nomade.
Il n'y a pas de différences essentielle entre le chapiteau et l'orfèvrerie fine, les tissus et les objets d'arts usuels de la Perse achéménide.
Cette dernière tradition, différente en cela de l'architecture et de la sculpture monumentales, réussit à subsister plus de 500 ans sous la domination grecque et romaine ; ce qui lui permit de refleurir quand la Perse recouvra son indépendance et reprit la Mésopotamie aux Romains.